# 34th Street – Herald Square (métro de New York)
34th Street – Herald Square est une station souterraine du métro de New York située dans les quartiers de Herald Square et Midtown à Manhattan. Elle est située sur deux lignes (au sens de tronçons du réseau), l'IND Sixth Avenue Line (métros orange) et la BMT Broadway Line (métros jaunes) issues respectivement des réseaux des anciens Independent Subway System (IND) et Brooklyn-Manhattan Transit Corporation (BMT). Elle est située à l'intersection de la 34e rue, de Broadway et de la Sixième Avenue. Sur la base de la fréquentation, la station figurait au 3e rang sur 421 en 2012.
Au total, sept services y circulent :
- les métros D, F, N, Q y transitent 24/7 ;
- les métros R s'y arrêtent tout le temps sauf la nuit (late nights) ;
- la desserte B et M ne s'y arrêtent qu'en semaine.